# Хатты (германское племя)

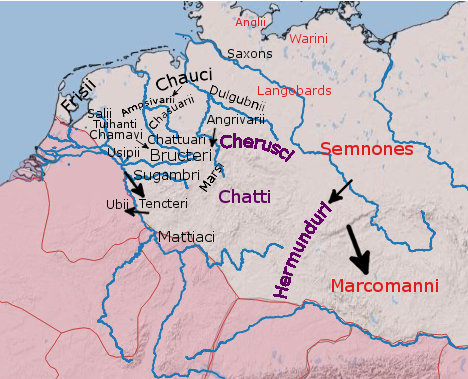
Приблизительное расселение германских племён по описанию греко-римских авторов I века; хатты (Chatti) — в самом центре карты.

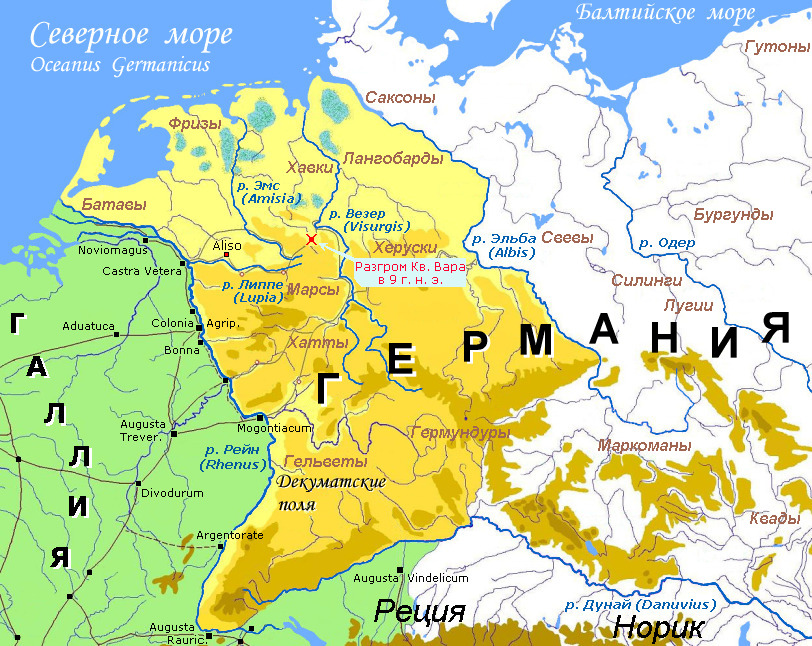
Схема Германии на рубеже эр. Бежевым цветом обозначена территория Германии, контролируемая Римом до 9 года (восстания Арминия и разгрома легионов Вара в Тевтобургском лесу).

Ха́тты (нем. Chatten [ˈxatən], лат. Chatti) — древнегерманское племя, жившее в верховьях Лана (приток Рейна), Эдра (приток Фульды) и Верры.
К племени хаттов принадлежали Маттиаки (Mattiaci). Главный город хаттов Mattium (Ματτιακόν) сейчас деревня Маден при реке Эдере (Adrana). Хатты (Катты) совместно с херусками и гермундурами относились к герминонам (верхнегерманцам). Сегодня это территории Нижнего и Верхнего Гессена (Германия). Основной территорией селений хаттов (каттов) была равнина Фритцлар-Ваберн, а также район города Касселя. Отдельные поселения доходили вплоть до Рейна, где хатты (катты) неоднократно вступали в военные конфликты с римлянами. В другом источнике указано что страна хаттов занимала значительное пространство в форме треугольника, один конец которого простирается вокруг горы Таунуса до Рейна, другой лежал в верхней долине реки Верры и третий ниже реки Димели упирался в землю хамавов и херусков.

## История
Название Катты (вернее, хатты) в первый раз встречается в начале VIII века. В 9 году нашей эры хатты приняли участие в восстании (бунте) Арминия против римского наместника Квинтилия Вара. В сентябре 9 года в Тевтобургском лесу произошла битва между римскими войсками и рядом германских племён. Три римских легиона (XVII, XVIII и XIX), шесть вспомогательных когорт и три алы под начальством нижнегерманского прокуратора Публия Квинтилия Вара попали тут в засаду и были уничтожены херусками, бруктерами, хаттами и марсами (не смешивать с италийскими марсами) под руководством вождей Арминия и Сегимера. В последующие годы хатты вошли в антиримскую коалицию под предводительством племени херусков. С другой стороны, как сообщают источники, один знатный хатт по имени Адгандестрий был причастен к убийству Арминия (около 19 — 21 года). В 15 году во время военной кампании под руководством римского воинского начальника Германика было полностью разрушено главное селение хаттов Маттий (его точное местонахождение неизвестно).
Около 58 года хатты вели войны со своими восточными соседями — гермундурами, деля прибрежные территории реки, по которой доставлялась соль (вероятно, речь идет о реке Верре).
В 69 году хатты участвовали в восстании батавов.
В 162 году хатты вторглись в Верхнюю Германию и Рэцию (при Марке Аврелии делали нашествия на римскую Германию и Рэтию), а в 170 году — в Бельгику, где позже растворились во франках и участвовали в формировании голландской и фламандской народностей.

## Тацит о хаттах
Римский историк Тацит сообщает в своём труде Germania, что хатты охотнее других германских племён селились в горах и были поэтому более крепки и сильны, отличаясь деятельным и инициативным характером. Тацит сравнивает дисциплину и организованность племени хаттов с порядками Рима. Как и римские легионеры, воины хаттов подчинялись приказам своих полководцев, вели бой в строгом порядке и ночевали исключительно в укреплённых лагерях. Кроме того, Тацит повествует об одном обычае хаттов: достигая взрослых лет, они отращивают волосы и бороды, обещая своим богам состричь их, как только убьют своего врага. Над телом врага и его оружием они стригут себе бороды и головы, провозглашая, что они достойны своего племени и своих родителей, ведь они воздали им за своё рождение.

## Союз франкских племён (ок. 500 г. н. э.)
В начале VI века нашей эры область, где селились хатты, была захвачена франками, чьим вождём был Хлодвиг. Земля хаттов стала частью королевства франков и сдерживала нападения саксов, которые были соседями хаттов с севера и регулярно атаковали хаттские и франкские земли. В составе королевства франков хаттам удалось в значительной мере сохранить автономию.
Хатты, жившие на территории современной Франции, дольше всего оставались верны своим германским богам. В 723 году у Гайсмара, неподалёку от Фритцлара, миссионер Бонифаций срубил дуб Донара, что было началом обращения хаттов в христианство.
738 годом датируется первое упоминание названия Гессен (по-немецки — Hessen): Григорий Турский сообщает в письме Бонифацию о некоторых хаттах, народе Гессена (лат. populus hassiorum), который селится в низовьях реки Фульда. Позднее так стали называть жителей как Верхнего, так и Нижнего Гессена.
Согласно современным представлениям, имя собственное Chatti превращалось в сегодняшнее Hessen постепенно: Chatti > Hatti > Hassi (около 700 года нашей эры) > Hessi (738 год нашей эры) > Hessen. В консервативной германской лингвистике XIX века предлагалась иная точка зрения: Chatten > Hatten > Hatzen > Hassen > Hessen.

## Племена в составе хаттов и/или родственные племена
- Хаттуарии
- Ландоуды
- Маттиаки
- Нертереаны
- Никтренсы
- Каннинефаты